# メテリー

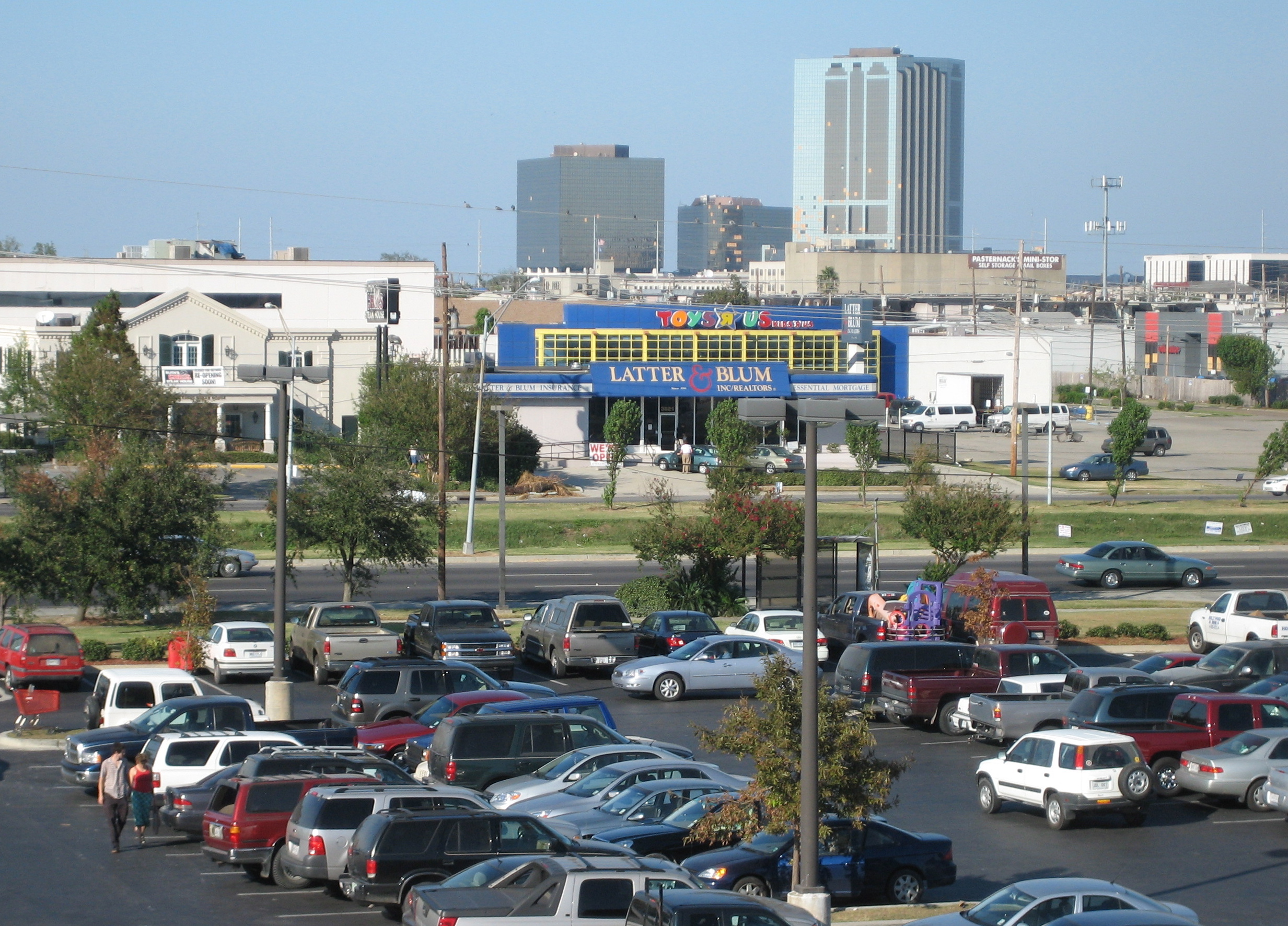
メテリーの街 (Veterans Blvd.)

メテリー (Metairie)は、米国ルイジアナ州のジェファーソン郡に位置する地域の名称。2020年の国勢調査では人口143,507人、ジェファーソン郡最大規模でありながら、メテリーは法的には市ではなく、コミュニティーというべきである。ニューオーリンズ市の郊外に位置し、西隣のケナー市とメテリー、それにニューオーリンズをあわせて、国勢調査上の「ニューオーリンズ都市圏」を形成している。

## 地理
メテリーは、北緯29度59分52秒 西経90度10分39秒 / 北緯29.99778度 西経90.17750度 に位置する。東隣は17番通り水路を隔ててニューオーリンズ市と接し、西隣はケナー市、北はポンチャートレイン湖と接している。南の境界線は、東西に走る国道61号線 (Airline Drive)で、通りを隔ててリバーリッジ市、ハラハン、エルムウッド、ジェファーソンの各市/地域と接している。
アメリカ合衆国統計局によると、この地域は総面積60.2km² (23.3mi²) である。このうち 60.1km² (23.2mi²) が陸地で、0.1 km² (0.1 mi²) (0.22%)が水地域である。
ポンチャートレイン湖を横断する世界最長の橋、ポンチャートレイン湖コーズウェイの南端はメテリーにある。

## 人口動勢
2010年の国勢調査で、メテリーの人口は138,481人、36,206家族が地域内に住んでいる。人口密度は2,300.0/km² (5,900/mi²)。人種構成は、白人68.9%、ヒスパニックまたはラテン系15.6%、アフリカン・アメリカン9.5％、アジア3.8%、ネイティブ・アメリカン0.3%、太平洋諸島系0.1%、その他人種が3.7%、複数の人種の混血が2.1%である。